# Nils Goldschmidt

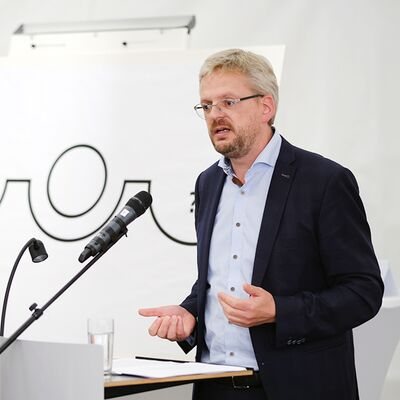
Nils Goldschmidt (2021) (Foto: Markus Hibbeler)

Nils Goldschmidt (* 1970 in Höxter) ist ein deutscher Wirtschaftswissenschaftler und Theologe.
Goldschmidt ist Direktor des Weltethos-Instituts an der Universität Tübingen und Professor für Kontextuale Ökonomik und ökonomische Bildung an der Universität Siegen. Er ist seit 2014 Vorsitzender der Aktionsgemeinschaft Soziale Marktwirtschaft e. V. in Tübingen. Im Oktober 2024 wurde er in den Deutschen Ethikrat berufen.

## Leben
Nils Goldschmidt studierte von 1990 bis 1997 an der Albert-Ludwigs-Universität Freiburg Theologie und Wirtschaftswissenschaften. Beide Fächer schloss er mit dem Diplom ab. 2001 wurde er in Freiburg zum Dr. rer. pol. promoviert. Von April 2002 bis 2008 arbeitete Nils Goldschmidt als Forschungsreferent am Walter Eucken Institut in Freiburg. 2008 folgte die Habilitation und Venia Legendi für Volkswirtschaftslehre an der Albert-Ludwigs-Universität Freiburg.
Von 2008 bis 2010 hatte er eine Vertretungsprofessur für Sozialpolitik und Organisation Sozialer Dienstleistungen an der Universität der Bundeswehr München inne. Von 2009 bis 2013 war er zugleich Lehrbeauftragter im Lehrbereich Wirtschaft und Gesellschaft an der Hochschule für Politik München. Im Wintersemester 2009/10 übernahm Nils Goldschmidt eine Gastprofessur an der Theologischen Fakultät der Katholischen Universität Eichstätt-Ingolstadt für das Fach Christliche Sozialethik und Gesellschaftspolitik. Von 2010 bis 2013 war er Professor im Lehrgebiet Sozialpolitik und Sozialverwaltung an der Hochschule für angewandte Wissenschaften München.
Seit März 2013 ist er Professor für Kontextuale Ökonomik und ökonomische Bildung an der Universität Siegen. Er ist dort Vorsitzender des Zentrums für ökonomische Bildung und war von 2015 bis 2024 Direktor des Zentrums für Lehrerbildung und Bildungsforschung. 2025 wurde er zum Direktor des Weltethos-Instituts in Tübingen berufen. 2019/20 forschte er als Gastprofessor an der Roosevelt University in Chicago.

## Positionen
Nils Goldschmidt tritt für eine Weiterentwicklung der Sozialen Marktwirtschaft als Gesellschaftsordnung ein. Dabei sieht er die Notwendigkeit eines ethischen Fundaments: „Wir wissen zu wenig über Wirtschaftsethik. Wir sind in vielen Dingen zwar formal gut ausgebildet, aber letztlich nicht immer sprachfähig“. Er wirbt für eine Stärkung der ökonomischen Bildung auf ordnungspolitischer Grundlage. In seinem Buch „Gekippt“ von 2021 beschäftigt er sich mit dem Phänomen der Kippmomente in wirtschaftlichen und gesellschaftlichen Bereichen. Er widerspricht dem Gedanken, dass radikale Probleme radikale Lösungen brauchen und fordert eine „Politik der Behutsamkeit“. 2023 erschien sein mit Stefan Kolev verfasstes Buch „75 Jahre Soziale Marktwirtschaft in 7,5 Kapiteln“. 2024 war er Mitautor einer empirischen Studie zu Wirtschafts-Schulbüchern, die eine hohe mediale Beachtung fand. 2025 war er Mitautor des Buches "Gerechtigkeit. Wie wir unsere Gesellschaft zusammenhalten", für das er Interviews mit zahlreichen Persönlichkeiten aus Öffentlichkeit und Wissenschaft geführt hat, u. a. Martha Nussbaum, Francis Fukuyama, Paul Milgrom, Christiane Nüsslein-Volhard und Carlo Masala. In seinen wissenschaftlichen Arbeiten beschäftigt sich Goldschmidt u. a. mit Fragen der Wirtschaftsethik, der Geschichte und Methodologie des ökonomischen Denkens, der ökonomischen Bildung und Sozialpolitik.

## Auszeichnungen
Nils Goldschmidt ist seit 2016 Berater der Kommission VI für gesellschaftliche und soziale Fragen (VI) der Deutschen Bischofskonferenz. Bereits 2012 wurde er in die Arbeitsgruppe für soziale Fragen berufen. Außerdem ist er im Board of directors, International Research Area on Catholic Social Doctrine, Pontifical Lateran University, Rom (2011). Im Jahr 2010 wurde er zum wissenschaftlichen Betreuer im Promotionskolleg „Soziale Marktwirtschaft“ der Konrad-Adenauer-Stiftung ernannt. Ihm wurde der Constantin-von-Dietze-Preis der Wirtschaftswissenschaftlichen Fakultät, Universität Freiburg verliehen (2002). Zuvor erhielt Nils Goldschmidt den Bernhard-Welte-Preis von der Theologischen Fakultät, Universität Freiburg im Jahre 1995.

## Weitere Mitgliedschaften
Goldschmidt ist Vorsitzender des Kuratoriums des Ludwig Erhard Forums, Berlin, Vorsitzender des Beirats des Roman Herzog Instituts, München, Mitglied im Vorstand der Görres-Gesellschaft, Bonn und Affiliated Fellow am Walter Eucken Institut, Freiburg. Derzeit ist er zudem stellvertretender Vorsitzender der Deutschen Gesellschaft für Ökonomische Bildung.
Zum 10. Oktober 2024 wurde Nils Goldschmidt in den Deutschen Ethikrat berufen.

## Schriften (Auswahl)

### Bücher
- mit Rainer Kirchdörfer und David Deißner: Gerechtigkeit. Wie wir unsere Gesellschaft zusammenhalten, Freiburg: Herder 2025.
- mit Stefan Kolev: 75 Jahre Soziale Marktwirtschaft in 7,5 Kapiteln, Freiburg: Herder 2023.
- mit Stephan Wolf: Gekippt. Was wir tun können, wenn Systeme außer Kontrolle geraten, Freiburg: Herder 2021.
- mit Georg Cremer und Sven Höfer: Soziale Dienstleistungen. Ökonomie, Recht, Politik, Tübingen: Mohr Siebeck (UTB) 2013, 2. überarbeitete Auflage 2023.
- mit Michael Wohlgemuth (Hrsg.): Die Zukunft der Sozialen Marktwirtschaft: sozialethische und ordnungsökonomische Grundlagen. Tübingen: Mohr Siebeck, 2004, ISBN 3-16-148296-4.
- Entstehung und Vermächtnis ordoliberalen Denkens. Walter Eucken und die Notwendigkeit einer kulturellen Ökonomik, Münster: LIT-Verlag 2002.

### Aufsätze
- Roland Fritz, Nils Goldschmidt und Matthias Störring (2023): Contextual liberalism: the ordoliberal approach to private vice and public benefits, in: Public Choice 195, 301-322, doi:10.1007/s11127-021-00879-w.
- Alexander Lenger, Stephan Wolf und Nils Goldschmidt (2021): Choosing inequality: how economic security fosters competitive regimes, in: The Journal of Economic Inequality 19, 315-346.
- Stefan Kolev, Nils Goldschmidt und Jan-Otmar Hesse (2020): Debating liberalism: Walter Eucken, F. A. Hayek and the early history of the Mont Pèlerin Society, in: The Review of Austrian Economics 33, 433-463.
- Nils Goldschmidt und Hermann Rauchenschwandtner (2018): The Philosophy of Social Market Economy: Michel Foucault’s Analysis of Ordoliberalism, in: Journal of Contextual Economics: Schmollers Jahrbuch 138, 157-184.
- Stephan Wolf, Nils Goldschmidt und Thomas Petersen (2015): Votes on behalf of children: a legitimate way of giving them a voice in politics?, in: Constitutional Political Economy 26, 356-374.
- Nils Goldschmidt (2013): Walter Eucken’s Place in the History of Ideas, in: Review of Austrian Economics 26, 127-147.
- Roger Spranz, Alexander Lenger und Nils Goldschmidt (2012): The relation between institutional and cultural factors in economic development: the case of Indonesia, in: Journal of Institutional Economics 8, 459-488.
- Eine vollständige Übersicht aller Aufsätze kann auf der Website der Professur eingesehen werden.

### Mitherausgeber (Zeitschriften)
- Journal of Contextual Economics. Schmollers Jahrbuch.
- ORDO. Jahrbuch für die Ordnung von Wirtschaft und Gesellschaft
- Zeitschrift für Politik